# 나탈리 드 블루아
나탈리 그리핀 드 블루아(Natalie Griffin de Blois, 1921년 4월 2일 ~ 2013년 7월 22일)는 미국의 건축가이다. 1944년, 그녀는 이때까지 남성들이 대다수였던 건축 업계에 들어서면서, 처음으로 이름을 알린 여성 건축가가 되었다. 그녀는 미국의 유명 건축회사인 스키드모어, 오윙스 & 메릴 회사와 파트너로 오랫동안 활동했다. 그녀가 건축한 유명한 건축물로는 뉴욕 맨해튼에 위치한 펩시 콜라 본사, 레버 하우스, 유니온 카바이드 빌딩과 시카고의 Equitable 빌딩(401 North Michigan), 미시간주 디어본에 있는 포드 월드 본사의 저층 부분, 그리고 코네티컷주 블룸필드에 위치한 코네티컷 일반 생명 보험 본사 등이 있다. 드 블루아가 설계한 몇몇 건물들은 여성이 디자인한 세계에서 가장 높은 건물들 중 하나로 손꼽힌다. 그녀는 1980년대와 1990년대에 텍사스 대학교에서 건축을 가르치기도 했다.
건축 전문 사이트인 아키데일리에 따르면 드 블루아의 경력과 건축물들은 "21세기에 여성이 건축업에 종사할 수 있도록 많은 변화를 가져다 주었다."고 평가하고 있다.

## 어린 시절
나탈리 드 블루아는 뉴저지 주 패터슨에서 3대 째 엔지니어로 활동하는 가정에서 태어났다. 그녀는 어릴 때부터 건축에 관심이 많았는데, 2004년에 "나는 예술계 지원자로 선정되어 10살, 12살 쯤 부터 건축가가 되고 싶다고 아버지께 말씀드렸다.”고 말하기도 했다. 그녀는 오하이오 주 옥스퍼드에 있는 웨스턴 여자 대학에 다녔으며 1944년 컬럼비아 대학교에서 건축 학위를 받았다. 그녀는 컬럼비아 대학을 다니면서 여름 동안 밥콕 앤 윌콕스 엔터프라이스의 프레드릭 존 키슬러(Frederick John Kiesler) 밑에서 일했다.

## 건축 경력
나탈리 드 블루아는 뉴욕에 위치한 건축회사 Ketchum, Giná & Sharp에서 경력을 쌓기 시작했지만 회사의 한 남성 건축가의 "애정을 거부"한 이유로 해고되었다. 그 후 그녀는 건축 회사인 스키드모어, 오윙스 & 메릴(SOM)에 들어갔다. SOM에서 근무하는 동안 드 블루아는 당시 "남성이 지배하는 건축 세계"에서 여성 건축가의 "선구자"로 이름을 알렸다. 그녀는 펩시 본사 건물과 유니온 카바이드 빌딩(현재 Chase 빌딩으로 알려짐)을 포함하여 뉴욕 파크 애비뉴에 있는 주요 상업 건물들을 설계했다. 그녀는 고든 번샤프트와 함께 1960년에 완공된 펩시 건물을 설계했으며 마치 보석과도 같은 회록색 유리와 알루미늄으로 된 외벽으로 비평가들로부터 많은 찬사를 받았다.
1962년엔 SOM의 시카고 본사로 발령 받아 1974년까지 다양한 마천루를 설계했다. 그곳에 있는 동안 그녀는 건축업계의 시카고 여성들(Chicago Women in Architecture)을 설립했다. SOM 시카고 사무소의 관리 파트너인 리차드 톰린손(Richard Tomlinson)은 이것은 "지금까지 우리에게 일어난 최고의 일"이라고 말했으며 드 블루아는 결국 1964년에 제휴 파트너로 승진하게 되었다. 시카고에서 작업한 그녀의 건축물로는 Equitable 빌딩(401 North Michigan)이 있다.
드 블루아는 1974년 휴스턴에서 Neuhaus & Taylor(현재 3-D International로 알려짐)에 합류했다. 1980년에 그녀는 텍사스 대학교 건축 대학에서 학생들을 가르치기 시작했고, 1993년까지 교수로 재직했다. 2013년 그녀는 시카고에서 92세의 나이로 세상을 떠났으며 그녀의 재는 미시간 호수에 뿌려졌다.
2014년에 드 블루아는 베버리 윌리스 건축 재단(Beverly Willis Architecture Foundation)에서 주관하는 Builder by Women 뉴욕시 대회에서 펩시 콜라 본사 및 유니온 카바이드 빌딩을 설계한 공로를 인정받았다. 이 재단의 대표이자 세계적인 여성 건축가인 윌리스는 "스키드모어와 같은 회사에서 일하는 사람이 없었기 때문에 나탈리와 같은 사람은 이 나라에 없었다."라고 말했다.

## 대표 건축물

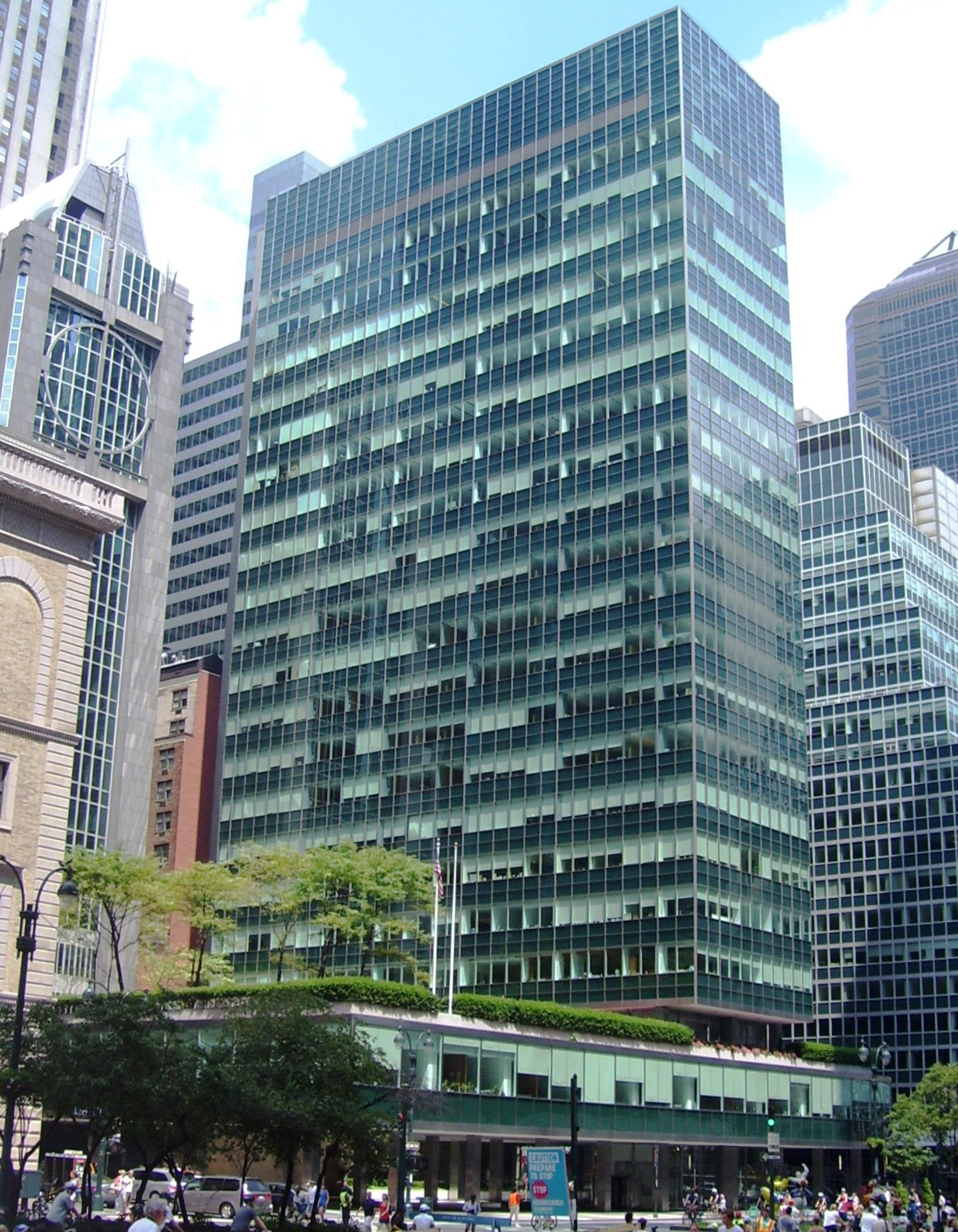
레버 하우스, 뉴욕주 뉴욕, 1952년
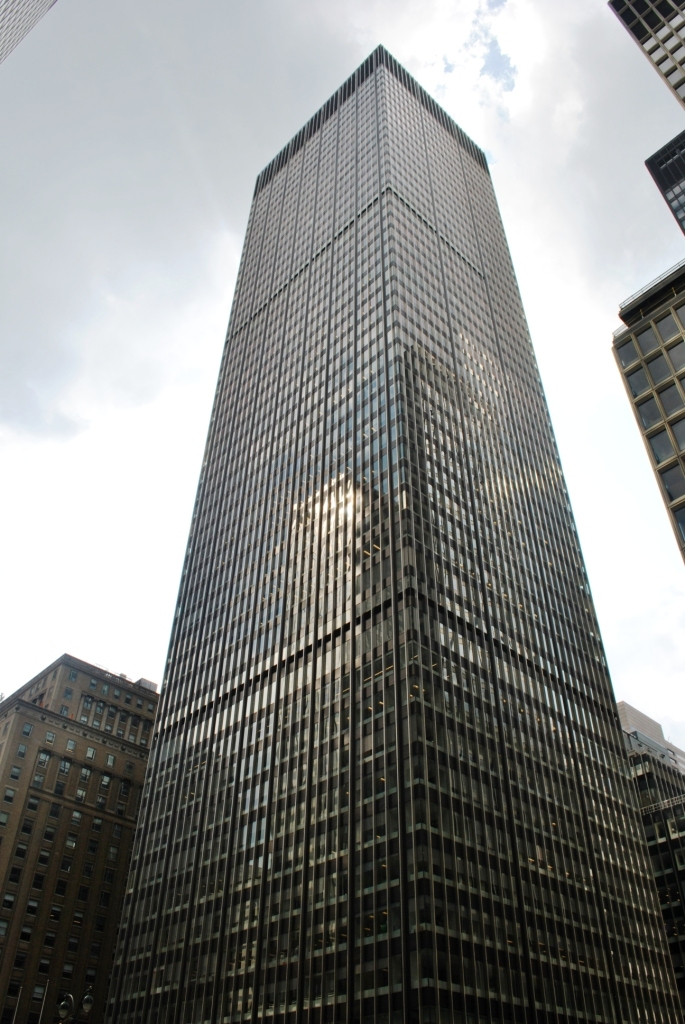
유니온 카바이드 빌딩, 뉴욕주 뉴욕, 1954년
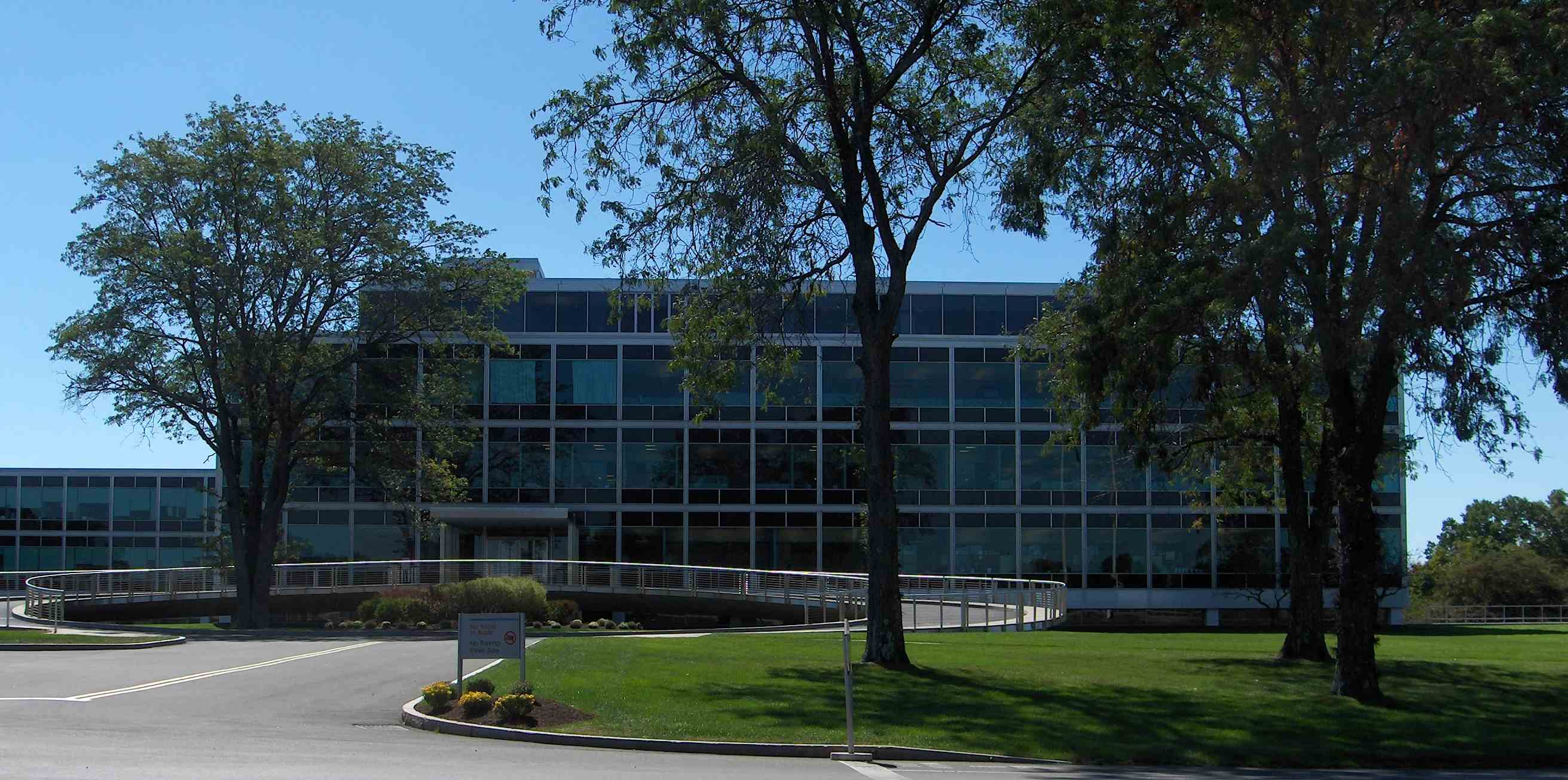
코네티컷 일반 생명 보험 본사, 코네티컷주 블룸필드, 1957년
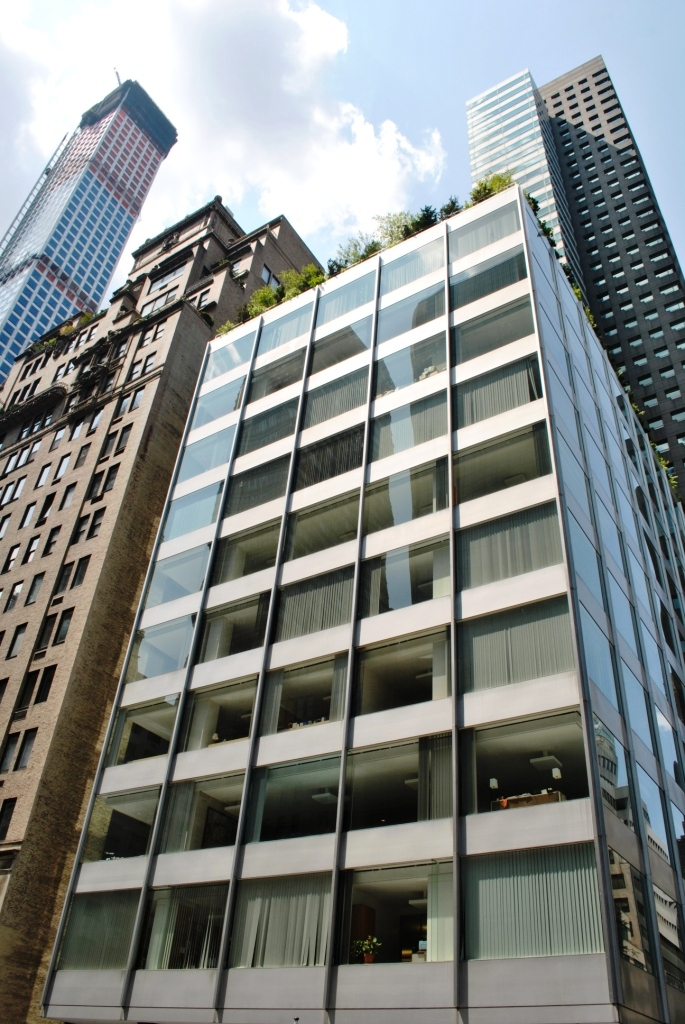
펩시 콜라 본사, 뉴욕주 뉴욕, 1959년
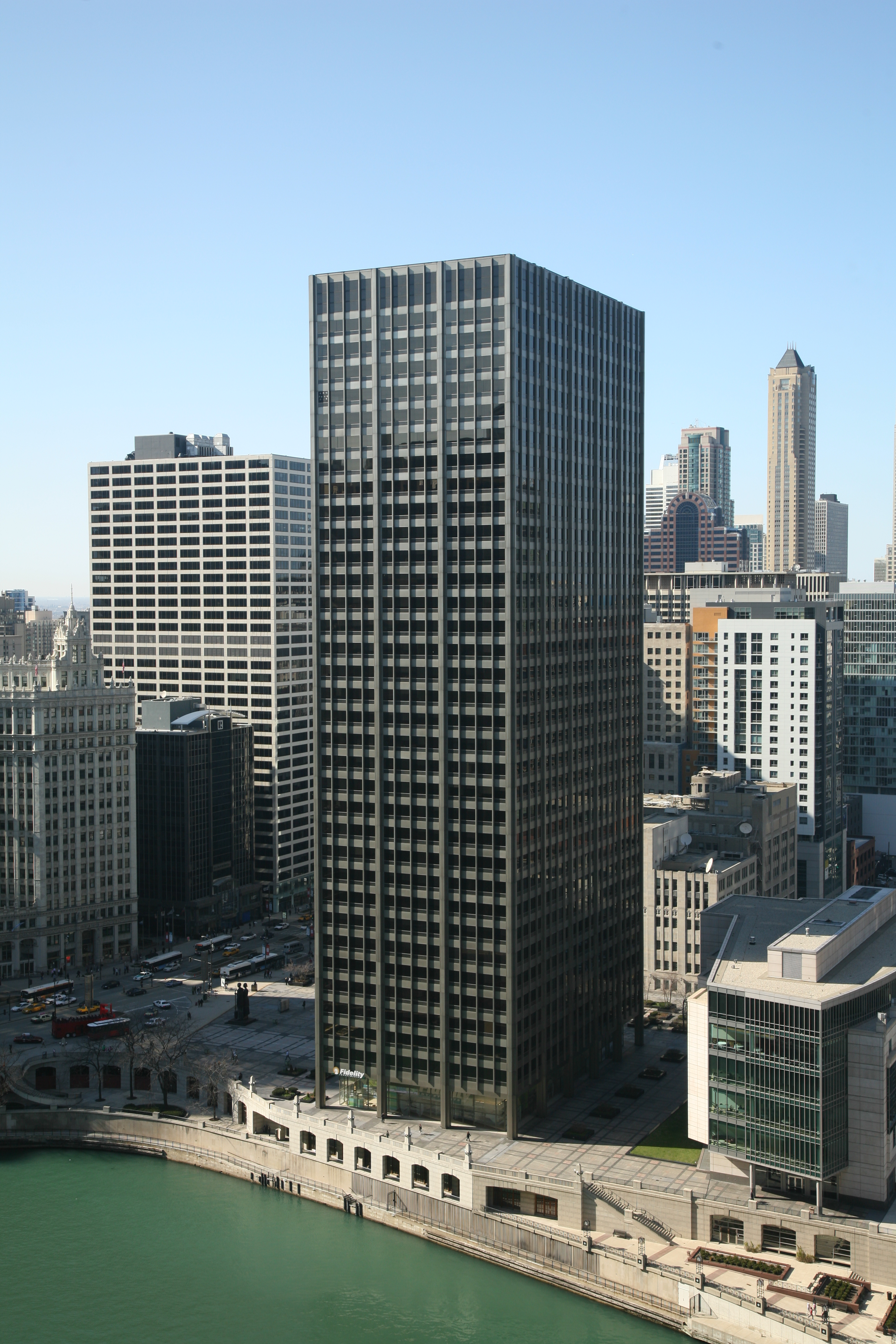
Equitable 빌딩, 일리노이주 시카고, 1965년
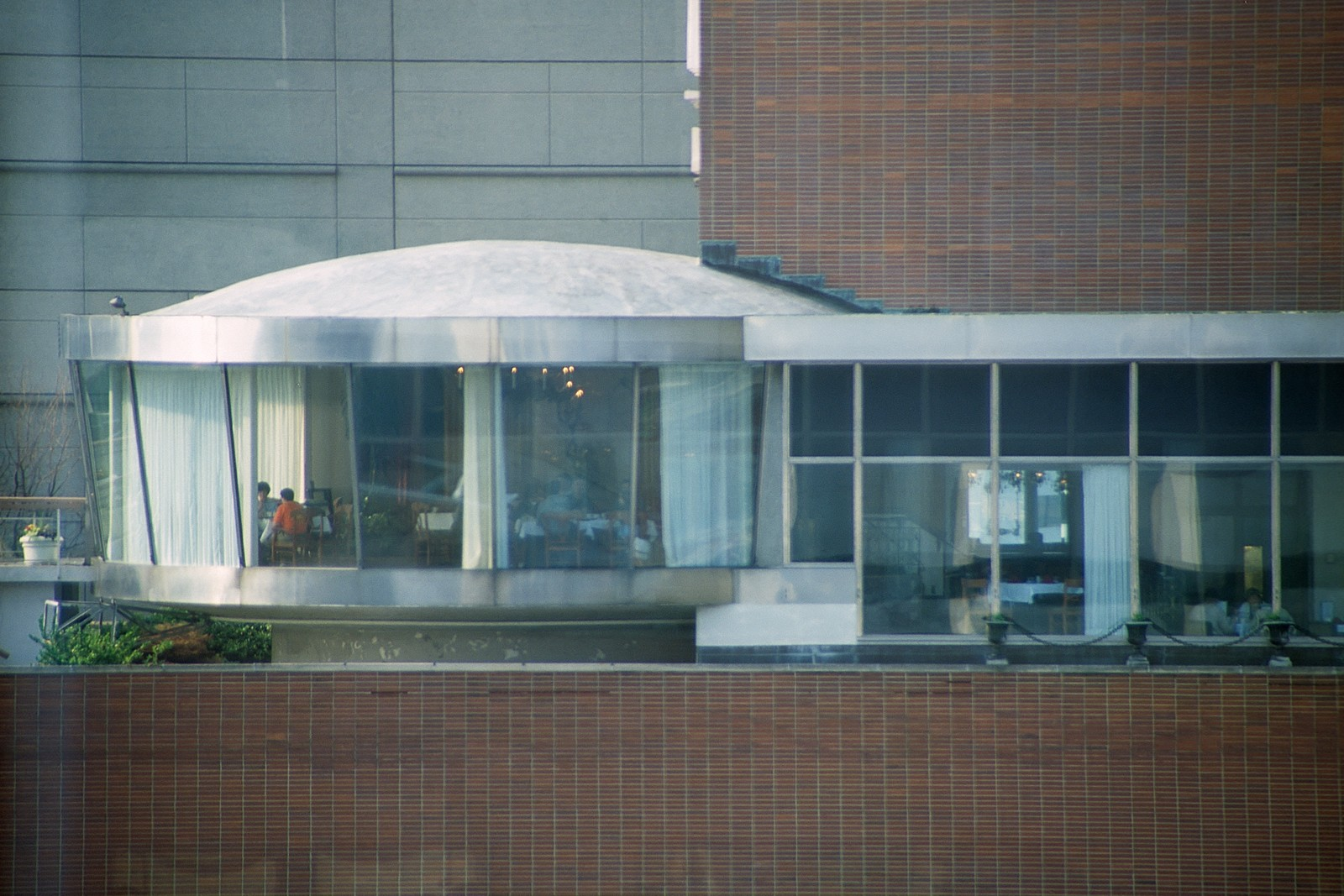
Gourmet Room 외관
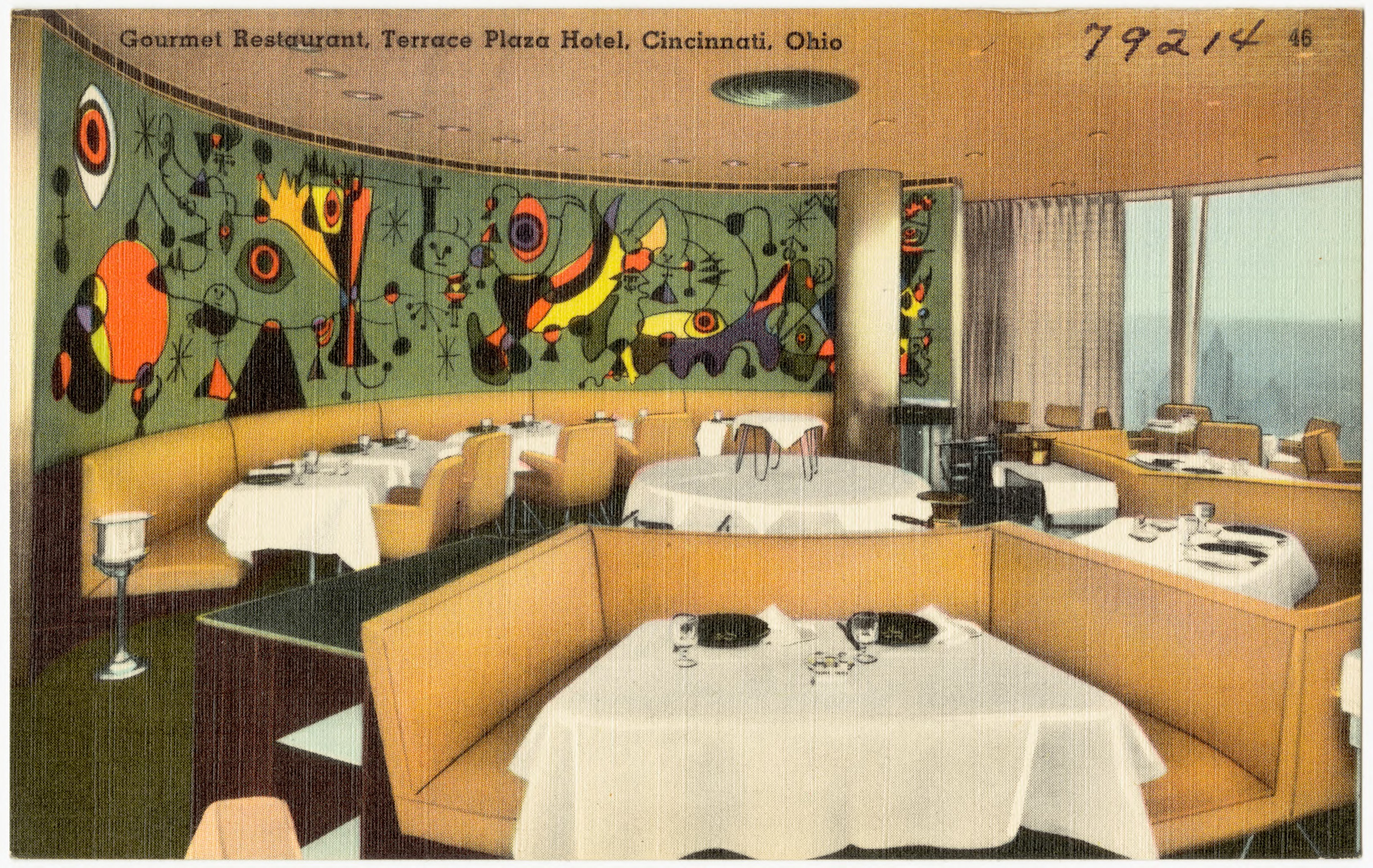
Gourmet Room 내부

## 수상
- Fulbright fellowship to study at the Ecole des Beaux-Arts, 1951–52
- Edward J. Romieniec, FAIA, Award for Outstanding Educational Contributions, recognizing an outstanding architectural educator, by the Texas Society of Architects, 1988
- Named honoree of the Natalie de Blois scholarship, UT Austin
- Fellow of the AIA (1974)